# Анди Макнаб
Стивън Били Мичъл (на английски: Steven Billy Mitchell) е английски военен, бивш сержант от Специалната авиационна служба (SAS) на Великобритания и участник във войната в Персийския залив, сценарист и писател, автор на бестселъри в жанра военен трилър. Пише под псевдонима Анди Макнаб (на английски: Andy McNab).

## Биография и творчество
Стивън Мичъл е роден на 28 декември 1959 г. Лондон, Англия. Родителите му са неизвестни и от ранно детство е отгледан в приемно семейство в Пекъм. Не се справя добре в училище, отпада и работи на временни места. През 1976 г. е арестуван за дребна кражба. Същата година постъпва в армията в пехотния полк „Royal Green Jackets“.
Служи в Гибралтар, а в периода 1977 – 1979 г. е комадирован в графство Арма в Северна Ирландия, където има сблъсъци с ИРА. За участие в престрелка с членове на ИРА е награден с военен медал. През 1984 г. е прехвърлен в 22-ри полк на SAS. В продължение на десет години работи в тайни и открити специални операции по света, включително в борбата срещу тероризма и в борбата с наркотиците в Средния и Далечния Изток, Южна и Централна Америка и Северна Ирландия. През 1991 г. участва в специална група за унищожение на подземни комуникации по време на войната в Ирак. Групата е разкрита, трима са убити, Крис Райън успява да избяга, а той заедно с още трима е заловен. Освободен е след шест седмици. Две години работи като инструктор на екипа за подбор и обучение на SAS и инструктира чуждестранни специални сили в борбата с тероризма, обучение за спасяване на заложници и обучение за оцеляване. От 1996 г. е консултант по сигурността и експерт по борбата с тероризма в Академия за обучение на ФБР в Куантико.
Първата му документална книга „Bravo Two Zero“ е публикувана през 1993 г. През 1999 г. по негов сценарий е направен едноименния телевизионен филм с участието на Шон Бийн. През 1995 г. е издадена автобиографичната му книга „Immediate Action“ (Незабавно действие). Двете книги стават бестселъри.
Първият му роман „Сбогом на глупаците“ от хитовата екшън поредица „Ник Стоун“ е публикуван през 1997 г. Главен герой е Ник Стоун, твърдолинеен бивш служител на САС, работещ като „К“ за операции за британското разузнаване. Книгите пресъздават опита и знанията му в Специалните сили.
От 2007 г. ръководи компания за сигурност, която обучава журналисти, новинарски екипажи и други неправителствени групи да работят безопасно във военни зони и враждебна среда. Мотивационен лектор и обучител за корпорации в САЩ и в чужбина.
През 2017 г. е удостоен с отличието Командор на Ордена на Британската империя.
Стивън Мичъл живее със семейството си в Ню Йорк.

## Произведения

### Серия „Ник Стоун“ (Nick Stone)
1. Remote Control (1997)
Сбогом на глупаците, изд.: ИК „Бард“, София (1998), прев. Крум Бъчваров
2. Crisis Four (1999)
Черна операция, изд.: ИК „Атика“, София (2002), прев. Елена Чизмарова
3. FireWall (2000)
Огнена стена, изд.: ИК „Атика“, София (2000), прев. Пенка Стефанова
4. Last Light (2001)
Шесто – не убивай, изд.: ИК „Атика“, София (2002), прев. Петър Герасимов
5. Liberation Day (2002)
6. Dark Winter (2003)
Зимен дух, изд.: ИК „Атика“, София (2004), прев. Методи Стоянов
7. Deep Black (2004)
8. Aggressor (2005)
9. Recoil (2006)
10. Crossfire (2007)
11. Brute Force (2008)
12. Exit Wound (2009)
13. Zero Hour (2010)
14. Dead Centre (2011)
15. Silencer (2013)
16. For Valour (2014)
17. Detonator (2015)
18. Cold Blood (2016)
19. Line of Fire (2017)
20. Untitled Nick Stone 20 (2019)

### Серия „Новобранец“ (Boy Soldier) – с Робърт Ригби
1. Boy Soldier (2005) – издаден и като „Traitor“
2. Payback (2005)
3. Avenger (2006)
4. Meltdown (2007)

### Серия „Зона на кацане“ (DropZone)
1. Dropzone (2010)
2. Terminal Velocity (2011)

### Серия „Война“ (War Torn) – с Ким Джордан
1. War Torn (2010)
2. Battle Lines (2012)

### Серия „Лиъм Скот“ (Liam Scott)
1. The New Recruit (2012)
2. The New Patrol (2014)
3. The New Enemy (2015)

### Серия „Том Бъкингам“ (Tom Buckingham)
1. Red Notice (2012)
2. Fortress (2014)
3. State Of Emergency (2015)

### Серия „Уличен войник“ (Street Soldier)
1. Street Soldier (2016)
2. Silent Weapon (2017)

### Документалистика
- Bravo Two Zero (1993)
- Immediate Action (1995) – автобиография
- Seven Troop (2008)
- Spoken from the Front (2009)
- The Good Psychopath's Guide to Success (2014) – с Кевин Дътън
- Sorted!: The Good Psychopath's Guide to Bossing Your Life (2015) – с Кевин Дътън

### Екранизации
- 1999 Bravo Two Zero – ТВ филм, по книгата, сценарий
- 2007 The Grey Man – ТВ филм